# غلام دستگیر عالم
غلام دستگیر عالم (انگلیسی: Ghulam Dastagir Alam؛ ۱۹۳۷ – ۵ دسامبر ۲۰۰۰) دانشمند در زمینه فیزیک نظری اهل پاکستان بود.
وی همچنین برندهٔ جوایزی همچون هلال امتیاز شده‌است.